# JAC J6
O J6 é uma minivan produzida pela JAC Motors, lançada no Brasil em agosto de 2011. Concorrendo com Chevrolet Spin, Nissan Livina e Citroën C4 Picasso, o modelo era disponibilizado nas versões para 5 e 7 lugares.

## Galeria

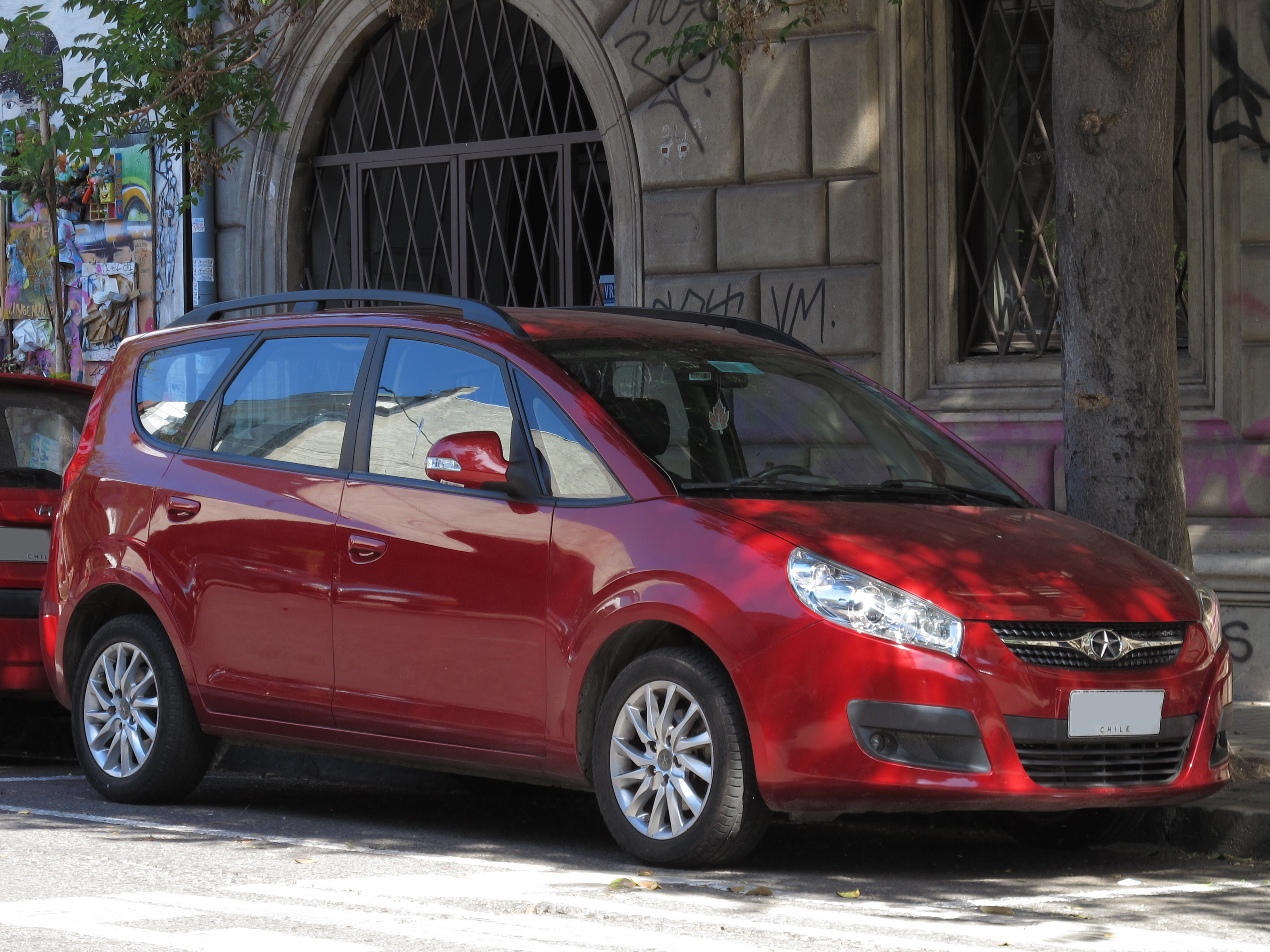
1ª geração em 2011
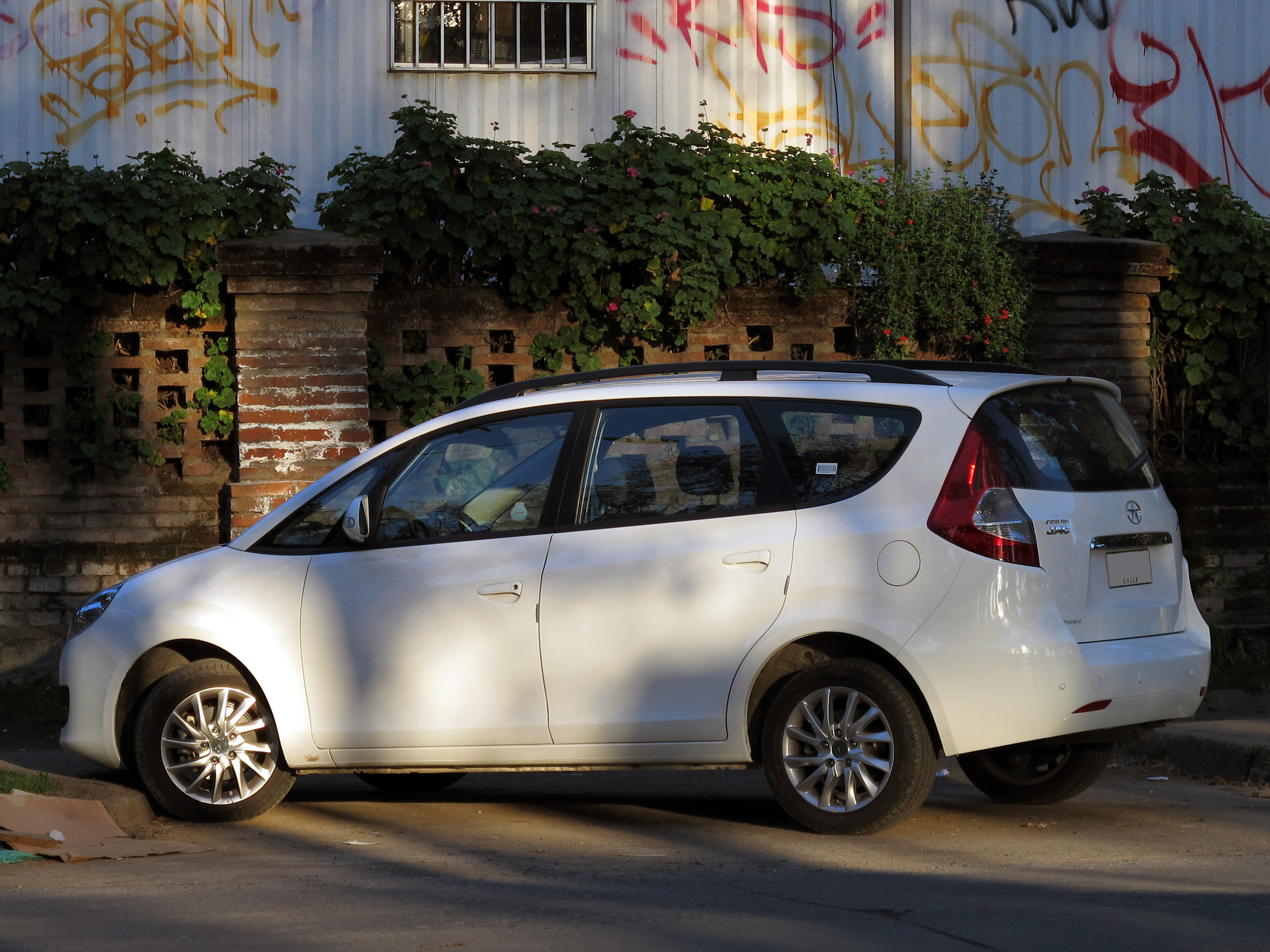
1a reestilização em 2014